# Протестантизм в Северной Македонии
Протестантизм в Северной Македонии исповедуют 61 538 человек (около 3% населения всей страны). Основные представители протестантизма — это методисты и баптисты. Влияние протестантизма было преимущественным на востоке Македонии, в Разлоге и Неврокопе, в долинах Струмы и Струмицы, а также в Битоле. Одним из известнейших протестантов Северной Македонии был президент страны Борис Трайковский, родившийся в семье методистов.

## История
Протестантизм появился в Македонии в XIX — начале XX веков благодаря прибытию американских миссионеров из Салоник в деревни регионов Струмица и Петрич. Эти миссионеры были методистами, и благодаря им в регионах Струмица и Петрич появились первые деревни протестантов, население которых и по сей день является приверженцами методизма. В 1831 году американские миссионеры прибыли в Стамбул, где основали первую протестантскую миссию с целью распространения вероисповедания среди православных христиан Османской империи — проповедовать среди мусульман было запрещено, по законам Османской империи мусульманина, обратившегося в христианство, приговаривали к смерти.
Методисты занялись переводом Библии и всей методистской литературы на македонский язык, стали открывать училища, курсы, семинары и устанавливать контакты с местным населением. В 1840 году в турецком Бебеке открылось первое училище евангельских христиан на Балканах, основателем был доктор Сайрус Хэмлин, покровителем училища — нью-йоркский коммерсант Кристофер Роберт. В составе училища были библиотека и два музея, благодаря училищу были подготовлены миссионеры, начавшие проповедовать протестантизм в Малой Азии, Армении, Греции, Болгарии и Македонии. Тем не менее, Константинопольская православная церковь всячески противилась обращению своих прихожан в протестантизм и даже соглашалась с султаном Махмудом II в плане признания проповеди протестантизма как антигосударственной деятельности. После кончины Махмуда II давление на баптистов ослабло.
В 1860 году в болгарском Пловдиве открылось первое мужское училище евангельских христиан, а затем и первая женская гимназия, где обучались как болгары, так и македонцы. 6 августа 1868 года в Банском была создана первая евангельская община, а в 1873—1874 годах открылась евангельская миссия в Битоле (вместе с женской гимназией и детским домом для сирот). Битола стала центром распространения протестантизма в Македонии, а вскоре общины стали появляться в Радовише, Раклише и Моноспитово со строительством церквей (в Моноспитово церковь была выстроена в 1884 году). Многолетней работой по распространению евангельского учения занимался Костадин Грачанов. 23 августа 1899 года в Салониках прошла первая конференция евангельских христиан Македонии, руководителями которой были миссионеры Джон Хаус, Эдвард Хаскел и Элен Стоун. В 1904 году усилиями Джона Хауса в Салониках появилось аграрно-промышленное училище, где преподавались основы религии всем учащимся. Евангелисты всего мира считают Элен Стоун покровительницей евангельских христиан Македонии, которая внесла также большой вклад в борьбу македонцев против турецкого ига.
После Первой мировой войны македонский протестантизм оказался расколотым в связи с разделом исторических земель, на которых проживали македонцы-славяне: часть земель отошла к Греции, часть к Болгарии, часть к Югославии, и жившие на этих землях прихожане стали прихожанами местных евангельских церквей. Вардарская Македония (собственно современная Северная Македония) вошла в состав Югославии, её Евангельская соборная церковь присоединилась к Методистской епископальной церкви в мае 1922 года, а территорию Македонии закрепили за южным округом Методистской церкви Югославии. Главой церкви стал Пане Темков из Скопье. В 1925 году деятельность церкви запретили, отменив запрет в 1931 году.
Официально баптисты появились в Македонии в 1928 году, хотя ещё в 1924 году состоялась первая конференция Баптистских церквей Королевства Югославии в Нови-Саде. В 1928 году была основана Баптистская церковь, храмы были открыты в Скопье в 1928 году и в Радовише в 1930 году. В 1991 году был образован Союз христиан-баптистов, входящий в Европейскую федерацию баптистов и Всемирный альянс баптистов. Вторая мировая война повлияла на судьбу протестантов во многом: в связи с политикой секуляризации земель и национализации предприятий в социалистической Югославии многие методисты в 1960-е и 1970-е годы методисты покинули Югославию, переселившись в Австралию. В Ист-Престоне (штат Виктория) на Вуд-Стрит есть македонский приход Объединённой церкви Австралии, а в Редженте действует Союз христиан-баптистов Македония.

## Действующие протестантские церкви
В Северной Македонии в настоящее время действуют следующие протестантские христианские организации:
- Евангельско-методическая церковь Македонии
- Баптистская церковь Македонии
- Христианская баптистская церковь «Божий Глас»
- Евангельская церковь Македонии
- Евангельская соборная церковь
- Христианская церковь пятидесятников
- Новоапостольская церковь Македонии
- Церковь Божия в Македонии